# Соловцов, Иван Сергеевич
Иван Сергеевич Соловцов (1926—2012) — советский передовик производства, бригадир рабочих рыбокомбината «Пара» Министерства рыбного хозяйства РСФСР. Участник Великой Отечественной войны. Герой Социалистического Труда (1971).

## Биография
Родился 17 июня 1926 года в селе Высокое, Ряжского уезда Рязанской губернии в многодетной крестьянской семье. 
С 1933 по 1940 годы обучался в семилетней сельской школе. В 1940 по 1941 годы обучался на металлурга в Московском ремесленном училище, но из за начала Великой Отечественной войны училище не окончил. 
С 1941 года после начала войны начал работать на Московском оборонном заводе, так же участвовал в строительстве оборонительных сооружений и траншей, являлся членом отряда местной противовоздушной обороны, оповещал зенитчиков о налётах и тушил зажигательные бомбы. С 1942 года оказался в родном селе Высокое и начал работать косарем, водителем горючего в колхозе имени Первого Мая. 
С 1943 года был призван в ряды в Красной армии, участник Великой Отечественной войны в составе 20-го отдельного танкового полка. С 1944 года после окончания курсов пулемётчиков был направлен пулемётчиком бронемашины в 10-й танковый корпус, воевал на 3-м Прибалтийском и 3-м Белорусском фронтах, принимал участие в освобождении Прибалтики и Польши, был дважды ранен, один раз тяжело. С 1945 по 1946 годы обучался в Таллинском военно-пехотном училище, с 1946 года перевёлся в Тюменское военно-пехотное училище, однако из за травм полученных в войну доучится не смог. 
С 1946 по 1948 годы работал кладовщиком в колхозе села Высокое и  избирался председателем Высокого сельского Совета. С 1948 года работал рыбаком рыбной бригады, с 1950 года был назначен бригадиром рыбной бригады  рыбного хозяйства «Пара».  В 1952 году рыбная бригада под руководством И. С. Соловцова перевыполнила план по выращиванию рыбы на 121 процент, получив с каждого гектара по 950 килограммов рыбы при среднем показателе по рыбхозу — 535 килограмм.  С 1954 года стал активным участником ВДНХ СССР, за свои достижения награждался медалями ВДНХ различного достоинства. 
В 1960 году Указом Президиума Верховного Совета СССР «за успехи, достигнутые в развитии сельскохозяйственного производства» Иван Сергеевич Соловцов был награждён Орденом Знак Почёта.
26 апреля 1971 года Указом Президиума Верховного Совета СССР «за выдающиеся успехи, достигнутые в выполнении заданий пятилетнего плана по развитию рыбного хозяйства» Иван Сергеевич Соловцов был удостоен звания Героя Социалистического Труда с вручением Ордена Ленина и золотой медали «Серп и Молот».
Помимо основной деятельности И. С. Соловцов избирался членом Сараевского райкома КПСС Рязанской области и депутатом Сараевского районного Совета народных депутатов. 
С 1989 года вышел на заслуженный отдых, жил в селе Высокое Сараевского района. 
Скончался 20 сентября 2012 года, похоронен в Москве. 

## Награды
- Медаль «Серп и Молот» (26.04.1971)
- Орден Ленина (26.04.1971)
- Орден Отечественной войны 2-й степени (6.04.1985[2])
- Орден Знак Почёта (1960)
- Медаль «За победу над Германией в Великой Отечественной войне 1941—1945 гг.»
- Медали ВДНХ